# Lurchi
Der Feuersalamander Lurchi ist eine Comicfigur, die vom deutschen Schuhhersteller Salamander zu Werbezwecken verwendet wird. Die mittig gehefteten Bändchen mit jeweils ca. acht Doppelseiten im DIN-A5-Format sind für Kinder im Grundschulalter konzipiert, in Schreibschrift gehalten und bis Nr. 129 durchweg in einfachen Paarreimen verfasst. Von da an verwendeten die Herausgeber einen einfacheren Text, um eine größere Breitenwirkung erzielen zu können. Eine Ausnahme stellt dann nochmals Nr. 131 dar, das wieder mit Paarreimen (von einem „weiblichen Lurchi-Fan“) veröffentlicht wurde.
Lurchi verfügt über eine große Fangemeinde älterer Leser, welche die Serie seit ihrer Kindheit begleitet. Obwohl der Salamander hauptsächlich als Anreiz für den Schuhverkauf für Kinder konzipiert wurde, hat sich Lurchi als Kultcharakter für eine große Gemeinde entwickelt, die in Lurchi ein Sammel- und Kultobjekt sieht.
Die Sammelbände unter dem Titel Lurchis Abenteuer sind eine Zweitverwertung der Hefte. Geprägt wurde Lurchi vor allem durch den Texter Erwin Kühlewein (von 1953 bis 1964) und den Zeichner Heinz Schubel (von 1952 bis 1972).

## Geschichte

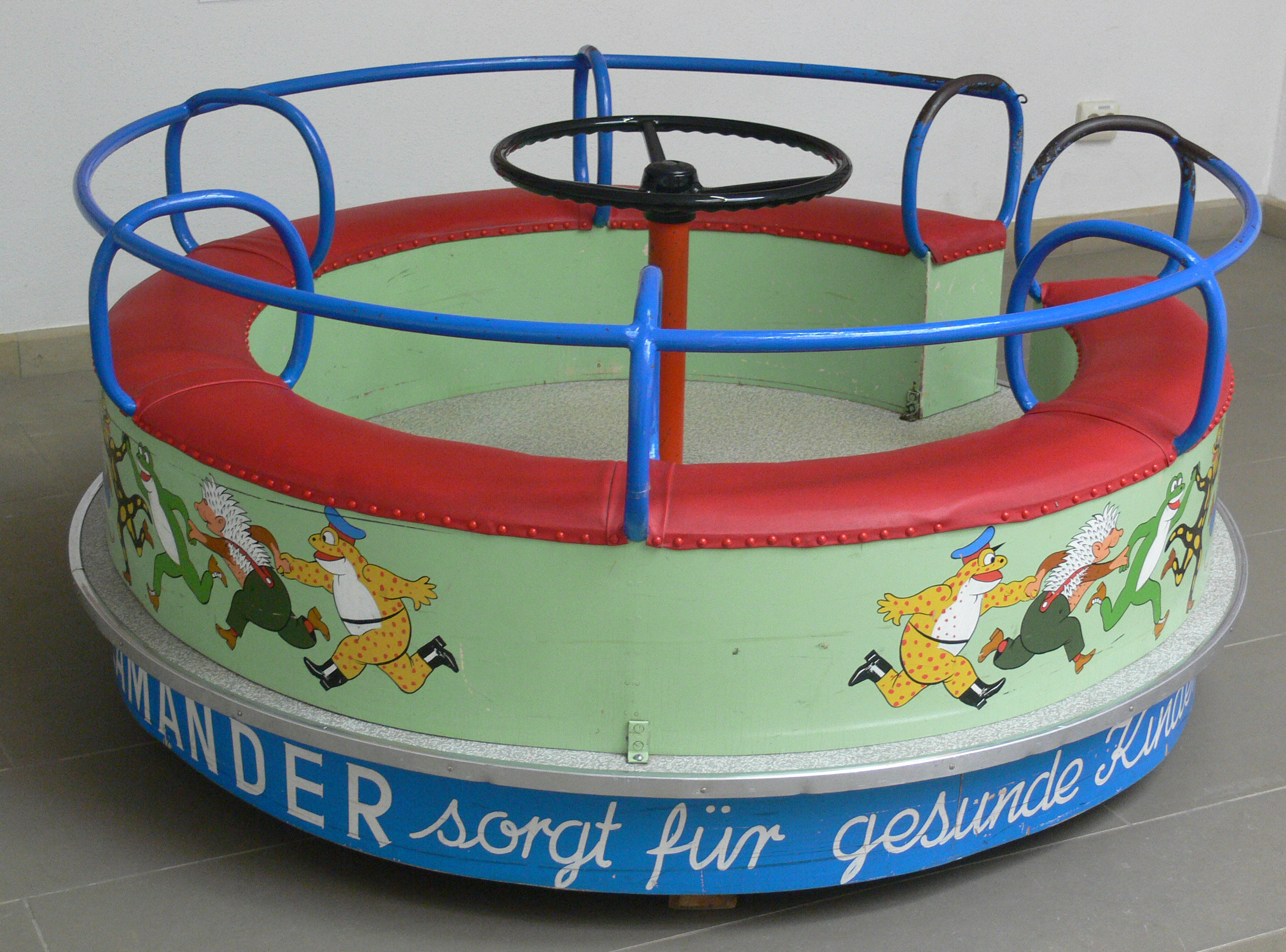
Werbe-Kinderkarussell der Fa. Salamander mit Figuren der Lurchi-Reihe, um 1970 (Museum der Alltagskultur, Waldenbuch)

Die Figur Lurchi entstand 1937. Zu diesem Zeitpunkt führte Salamander keine Kinderschuhe im Angebot. Die Hefte waren dazu gedacht, die unruhigen Kinder der Kunden im Kaufhaus zu beschäftigen, um ein entspanntes Beratungsgespräch führen zu können. Vor dem Zweiten Weltkrieg entstanden fünf Hefte, die bis heute nur in einer sehr kleinen Auflage der INCOS nachgedruckt wurden. Der erste Zeichner soll von der Firma geheim gehalten worden sein, um ihn zu schützen. Auf Grund der Signatur „PI“ auf einer Schulbank in Heft 5 werden Laszlo Pinter und Peter Janssen spekulativ als mögliche Zeichner gehandelt, da beide zur entsprechenden Zeit dieses Kürzel verwendeten. Alternativ wird Patrick Nauen als erster Zeichner genannt. Die Verse der Lurchi-Bände 1–5 dichtete der damalige Generaldirektor der Salamander AG Kornwestheim, Alex Haffner.
Nach dem Zweiten Weltkrieg wurden die ersten fünf Lurchihefte von einem weiteren unbekannten Künstler neugestaltet. Der österreichische Comiczeichner Gerhard Förster vermutet, dass sie abgepaust wurden. Über die Identität dieses Künstlers gibt es keinerlei Anhaltspunkte, er könnte jedoch mit dem Urheber der Vorkriegshefte identisch sein. Bis auf wenige Unterschiede kopierte er die Hefte 1:1. 1952 trat mit Heinz Schubel ein weiterer Zeichner seine Arbeit bei Salamander an und gestaltete ab Nummer 6 die Reihe. Salamanders Werbechef Erwin Kühlewein war von nun an für die Ideenfindung und die Texte der Bände sechs bis 29 verantwortlich, die Heinz Schubel zeichnerisch in Szene setzte. Die Texte 1–5 überarbeitete er leicht. Heinz Schubel zeichnete die Lurchihefte 1–5 neu, damit alle Werbehefte einen einheitlichen Charakter bekamen. Somit gibt es von den Heften 1–5 drei verschiedene Interpretationen. Die Lurchiwelt von Schubel und Kühlewein kann den Leser durch eine gute Kombination von Abenteuergeschichten und alltäglichen Begebenheiten überzeugen. Oftmals geraten die Figuren in fremde Länder und in eine bunte Märchenwelt. Hin und wieder gibt es heftübergreifende Themen wie Reisen nach Indien und Australien oder die Weltraumtrilogie. Mit dem Ausscheiden von Erwin Kühlewein übernahm Heinz Schubel die Rolle des Texters und gestaltete die Reihe bis Heft 52 allein. Zwar können seine Reime nicht das Niveau von Kühlewein erreichen, aber sie befinden sich immer noch auf einem hohen Niveau.

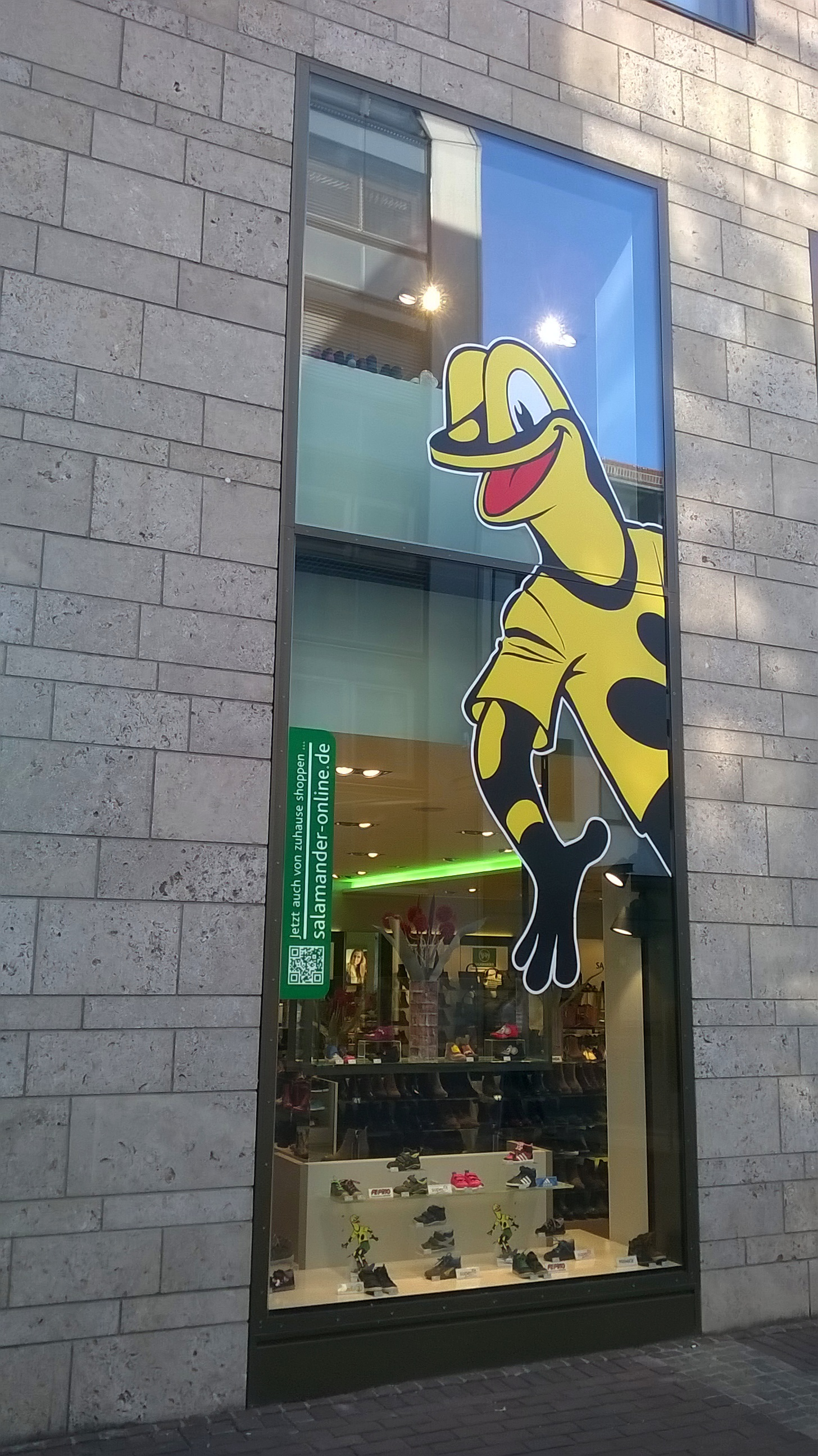
Salamander Schaufensterwerbung mit Lurchi. Salamander-Filiale in Ulm

Mit dem Ausscheiden von Heinz Schubel im Jahr 1972 sah sich Salamander mit der Frage konfrontiert, einen Nachfolger für den Zeichner zu finden. Salamander rief daher einen Zeichenwettbewerb aus, den Brigitte Smith gewann, die bereits einiges Renommee als Künstlerin besaß. Brigitte Smiths Stil der Hefte 53–55 unterschied sich sehr stark von dem Heinz Schubels. Ähnlichkeiten im Zeichenstil zum Beatles-Film Yellow Submarine sind sicherlich nicht gewollt, aber für den Betrachter erkennbar. In ihre Texte fließt die Lebenswelt der 68er ein, und sie macht es sich zur Aufgabe, Lurchi friedfertiger und humanistischer zu gestalten. Aus heutiger Sicht stellen die Arbeiten von Brigitte Smith ein interessantes Experiment dar, das allerdings 1973 die damaligen Kinder wohl überfordert hat. Nach nur drei Heften war die Ära Smith auch schon wieder beendet. Das nächste Heft, Nr. 56, stellt eine reine Notlösung dar. Je nach Quellenlage wird als Zeichner ein Architekt oder Lehrer vermutet. Der Zeichenstil ist sehr einfach gehalten, und der Zeichner oder die Zeichnerin bleibt vor allem durch eine Vorliebe für Hinterteile in Erinnerung. Mit Heft 57 gab der Chilene Enrique Puelma seinen Einstand, dessen Zeichenstil sich stark an Heinz Schubel anlehnte, ohne jedoch dessen Qualität zu erreichen. Betreut wurde er von Albert Drexler, der freiberuflich bei Salamander tätig war und die Texte für Puelma übernahm. Das Verhältnis blieb nicht ohne Spannungen, und nach 4 Heften suchte Salamander den nächsten Zeichner. Albert Drexler fand diesen in der Person des jungen Grafikers Georg Nickel, der sich allerdings diese Aufgabe noch nicht zutraute und die ersten 3 Hefte (Hefte 61–63) an seinen Vater Friedrich Nickel zur Ausgestaltung weitergab. Mit Nr. 64 lag das erste Heft von Georg Nickel vor. Zunächst zeichnete er die Reihe allein weiter, ab Heft 68 gestaltete er die Reihe im Wechsel mit Peter Krisp. Während Georg Nickel seinen Zeichenstil ebenfalls an Heinz Schubel orientierte, schlug Peter Krisp einen anderen Weg ein und gestaltete Lurchi als Cartoon.
Bis zur Nummer 96 ging das Wechselspiel der beiden Zeichner. Mit Heft 96 schied Georg Nickel bei Salamander aus und Peter Krisp gestaltete die Reihe weiter bis Band 114. Der Texter Olaf Sveistrup setzte die gemeinsamen Ideen in Reime um, die sich jedoch nur schwer mit den Reimen von Erwin Kühlewein messen konnten. Mit Heft 115 übernahm Dietwald Doblies die Reihe, der unverkennbar auf das Vorbild Heinz Schubel setzte. Gemeinsam mit Günther Bentele ließ er Lurchi Abenteuer im Märchenwald erleben. Im Jahr 2000 wurden die einzelnen Charaktere und die Hefte auf Vorschlag einer Werbefirma radikal verändert. Insgesamt entstanden 16 gemeinsame Geschichten, von denen die letzte (Lurchi und der Golem) unveröffentlicht blieb. Lurchi in seiner bisherigen Form erschien der Firma Salamander aus Gründen der Marktforschung nicht mehr zeitgemäß, und die Figuren wurden von Grund auf umgestaltet. Gemeinsam war nun allen Figuren, dass sie zukünftig bekleidet herumliefen. Salamander setzte zukünftig auf das Pixiformat anstelle der grünen Hefte.

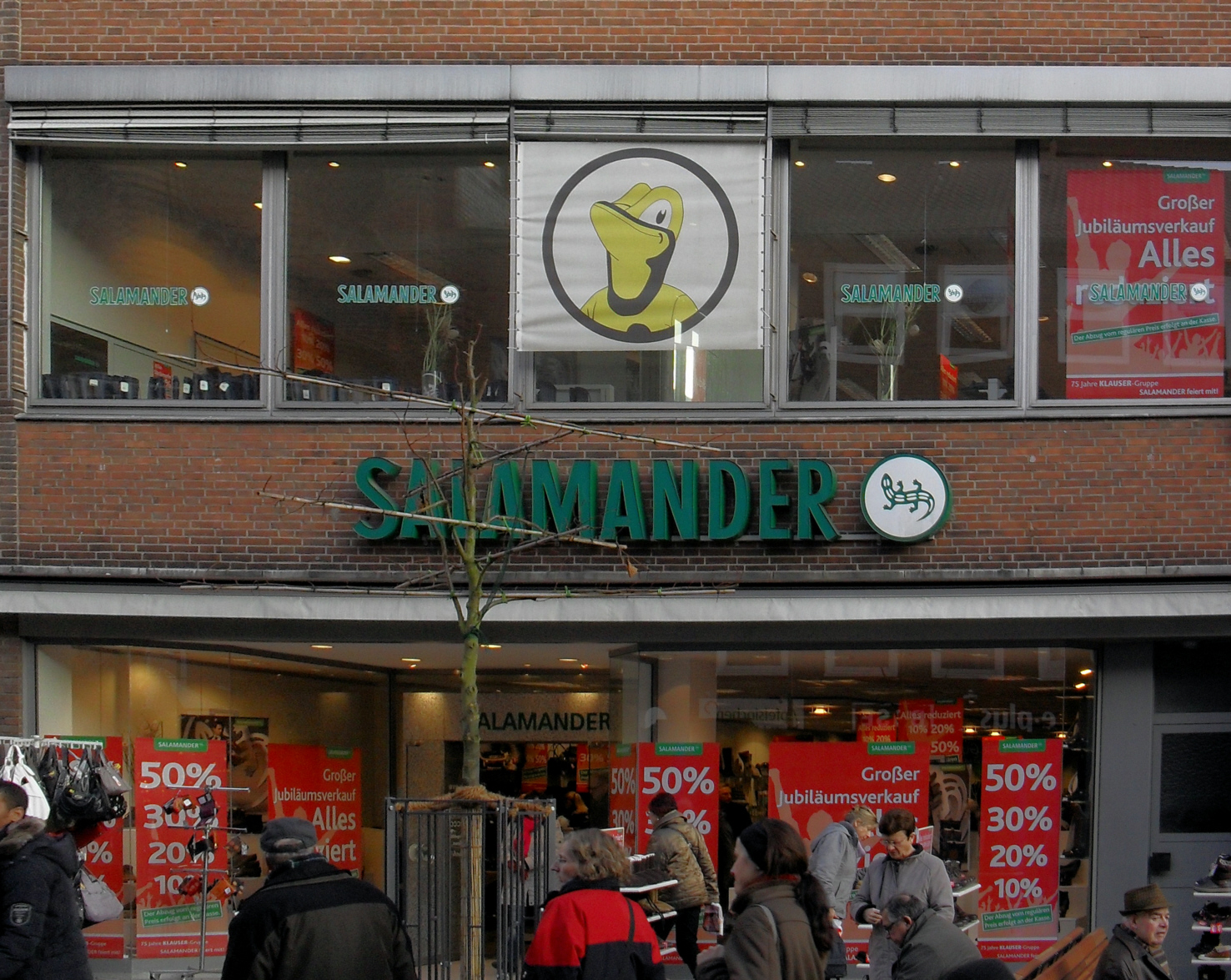
Darstellung Lurchis an der Salamander-Filiale in Lübeck

In schneller Folge erschienen sieben Pixihefte, die nach vier Nummern auf Druck des Carlsen Verlags im Format geändert wurden. Für die Texte der Pixihefte waren Peter Mennigen und Bernhard Lassahn verantwortlich. Salamander hatte viele Hoffnungen in diese Neugestaltung gesetzt. Eine Hörspielreihe wurde gestartet, und auch ein Film war geplant. Das neue Konzept kam jedoch nicht wie gehofft beim Verbraucher an. Seit 2001 werden die Hefte wieder im ursprünglichen Erscheinungsbild in Form der grünen Bände herausgegeben. Hierbei tat sich Salamander zunächst noch mit der Nummerierung schwer. Als erstes grünes Heft nach der Pixiphase erschien plötzlich die Nummer 8, während das folgende Heft mit der Nummer 130 an die alte Nummerierung anschloss. Die aus pädagogischer Sicht sinnvolle Gestaltung des Textes in Form von Paarreimen entfiel zugunsten eines einfacheren Textes ab der Nummer 130. In der Zwischenzeit (Stand Oktober 2024) ist die grüne Reihe Lurchis Abenteuer bei der laufenden Nummer 171 (Lurchi im Hohen Norden) angekommen (Sonderhefte und Pixis nicht mitgezählt).
Seit 1960 sind insgesamt sieben Sammelbände direkt bei Salamander erschienen und lange Jahre neu aufgelegt worden. Seit 2008 hat der Esslinger Verlag J. F. Schreiber GmbH die Rechte an den Nachdrucken.
Fast alle Hefte mit Ausnahme der Nummern 72, 96 und 108 wurden in die Sammelbände von Salamander aufgenommen. Esslinger hat in seiner Edition zudem die Hefte 96 und 108 veröffentlicht. Heft 72 wird nicht veröffentlicht, da die Darstellung der Stromgewinnung nicht kindgerecht aufbereitet wird. Derzeit sind im Esslinger Verlag sechs Sammelbände neu aufgelegt worden. Im Jahr 2012 sind die Bände 7 und 8 erschienen. Band 7 beinhaltet die Hefte 115 bis 129, Band 8 die Hefte 130 bis 145 und zusätzlich Heft 8 (Durch die Anden) der Nummerierung nach den Pixiheften und das Halloween-Sonderheft Firma Spuk und Co.
Bei zwei Geschichten in den Sammelbänden kam es zu gravierenden Änderungen gegenüber den ursprünglichen Fassungen. In Heft 11 wurden drei Bilder ausgetauscht und bei Heft 18 wurde die Schlussseite gestrichen. Dies geschah im Heft 11 aus Gründen eines veränderten Blickwinkels auf die Völker der dritten Welt, und in Heft 18 wollte Salamander keine zwei Weinfeste hintereinander in einem Sammelband präsentieren.
Gestaltet wurden die Comics von folgenden Zeichnern:
- 1937 bis 1939: Unbekannter Zeichner
- 1940 bis 1950: Keine Hefte erschienen
- 1950 bis 1952: Unbekannter Zeichner, der die fünf Vorkriegshefte neu zeichnete
- 1950 bis 1972: Heinz Schubel gestaltete 52 Hefte
- 1973: Brigitte Smith gestaltete drei Hefte.
- 1974: Unbekannter Zeichner (Heft 56)
- 1974 bis 1975: Enrique Puelma zeichnete vier Hefte
- 1976: Friedrich Nickel gestaltete drei Hefte
- 1977 bis 1988: Georg Nickel zeichnete 17 Hefte
- 1979 bis 1994: Peter Krisp (Pseudonym „piiit“) produzierte 34 Hefte und eine unveröffentlichte Parodie
- 1995 bis 2021: Dietwald Doblies gestaltete 55 Hefte, (zusätzlich) sieben Pixis und fünf unveröffentlichte Geschichten
- seit 2022: Jan Reiser gestaltete bis heute sieben Hefte[10][11][12]

## Malhefte
Im Laufe der Zeit erschienen insgesamt sechs Lurchi-Malhefte. Von der Aufmachung und vom Format gleichen die ersten vier der Heftserie. Vorne ein farbiges Titelbild und im Innern jeweils vier verschiedene ganzseitige Motive. Auf der einen Seite befindet sich die Vorlage in Farbe, auf der anderen Seite eine schwarze Linienzeichnung zum Ausmalen. Die ersten beiden Hefte stammen wohl aus dem Jahr 1966, das dritte setzt Rene Granacher auf das Jahr 1970 fest und für das vierte Malheft hat er das Jahr 1976 ermittelt. Für die ersten drei Malhefte wird Heinz Schubel vermutet, das vierte dürfte von Enrigue Puelma stammen. Die Motive der Malhefte sind allesamt nicht den Lurchiheften entnommen, sondern wurden speziell für die Malhefte angefertigt.
Von Peter Krisp existiert ein Malheft im DIN-A4-Format, das ganz in schwarz-weiß gehalten ist. Allerdings verwendete Salamander für die Vorderseite ein Motiv von Heinz Schubel – Lurchi mit der Weltkugel. Auf der Rückseite befindet sich eine Zeichnung von Peter Krisp – Lurchi mit Luftballons.
2010 erschien ein Malheft im Format der aktuellen Lurchihefte, das von Dietwald Doblies gestaltet wurde. Im Innern des Heftes befinden sich Zeichnungen aus den unveröffentlichten Heften des Zeichners sowie Werbezeichnungen, die Doblies im Auftrag von Salamander anfertigte.

## Trine
Schon im ersten Vorkriegsheft von 1937 heißt es in den ersten beiden Zeilen:

„Sohn und Tochter Salamander

Springen fröhlich umeinander.“

Ihren ersten Auftritt hatte Lurchis Schwester Trine also im ersten Heft, es dauerte aber noch bis Heft 5, bis sie auch einen Namen bekam. Weitere Auftritte in den Vorkriegsheften hatte sie in den Heften 3, 4 und 5.
In den Nachkriegsheften war sie im ersten Heft der ersten Auflage dabei, wurde aber in späteren Auflagen der Nr. 1 weggelassen. Auch im Heft 4 der Nachkriegshefte war sie nicht mehr dabei. Weitere Auftritte waren in den Heften 5, 14, 35, 36, 37, 41, 48, 100, 101, 112, 120, 170 und 171 (Stand: Oktober 2024). In Heft 112 (März 1994) von Peter Krisp sind neben Lurchi die beiden Kinder von Trine – ein Mädchen und ein Junge – die Hauptpersonen der Geschichte.
In Dietwald Doblies‘ letztem Heft 165 (Der Jungbrunnen, April 2021) hat Lurchis Tante Elfriede ihren ersten Auftritt.

## Lurchis Freunde
Bei seinen Abenteuern stehen Lurchi ursprünglich fünf Freunde, seit 2011 sechs Freunde bei. Ursprünglich wurden sie wie folgt gestaltet:
- der Frosch Hopps, augenscheinlich der engste Freund Lurchis, der dessen Abenteuerlust teilt
- der Zwerg Piping, der Tüftler und praktisch Veranlagte der Gruppe
- der Mäuserich Mäusepiep, ein eher ängstlicher und tollpatschiger Geselle
- der Igel Igelmann (früher nur „Igel“),[15] ein ruhiger, gemütlicher Familien„mensch“. Er ist der einzige, dessen Spezies aufgrund seiner Stacheln manchmal für die Handlung wichtig ist.
- die Gelbbauchunke Unkerich, welche als Büttel,[2] Wächter oder Polizist fungiert und einen entspannten Lebensstil mit gutem Essen und viel Ruhe zu schätzen weiß.
- seit dem Heft 146 Lurchi und das Einhorn aus dem Jahr 2011 ist zu der Gruppe als neues Mitglied die Zauberfee Emily hinzugekommen und seitdem in jedem Heft dabei. Sie verfügt als einzige in der Gruppe über die Fähigkeit zu fliegen.[16]

Nach einer radikalen Änderung der Figuren im Jahr 2000 traten sie zwischenzeitlich ganz anders in Erscheinung. Igelmann wurde als Erfinder dargestellt, und Zwerg Piping, ursprünglich das älteste Mitglied der Gruppe, wurde plötzlich zum Baby umgestaltet. Erst auf Druck der Stammleser nahm Salamander zumindest die Neudefinition von Zwerg Piping zurück.
Der stets erfolgreiche Ausgang der Abenteuer ist dem vielfältigen und teils unkonventionellen Einsatz der Salamanderschuhe zu verdanken. Der Schlussreim beinahe jedes Abenteuers lautet: „Lange schallt’s im Walde noch: Salamander lebe hoch!“
Lurchi wirbt sowohl als Sympathieträger für die Schuhmarke als auch für die bedrohte Spezies der Feuersalamander. Außerhalb des Comics wurde er auch als Stofftier, Biegefigur und Schlüsselanhänger vermarktet. Peter Krisp stellte während seiner Zeit als verantwortlicher Künstler auch einige BTX-Folgen her.

## Hörspiele
Um das Jahr 1962 wurde eine Serie von Lurchi-Schallfolien produziert und kostenlos abgegeben. Aus flexiblem weißem Kunststoff hergestellt und verschiedenfarbig bedruckt, handelte es sich um wortgetreue Vertonungen von Lurchi-Geschichten, unterlegt mit Musik einer elektronischen Orgel. Produziert wurden die Aufnahmen vom Süddeutschen Rundfunk, zu den Mitwirkenden gehörten auch damals bekannte Sprecher dieses Senders. Laut Rene Granacher sind bis zu zwölf Folien erschienen, von denen jedoch bisher nur fünf bekannt sind.
Weitere Lurchi-Geschichten wurden um 1970 in Form fester Singles unter dem Namen Lurchis Abenteuer herausgebracht:
1. „Feueralarm“, „Fahrt ins Meer“
2. „Spuk im Schloß“, „Der Fußballsieg“
3. „Campingfahrt I“, „Campingfahrt II“

### Lurchis Abenteuer (1990–92)
Im Zuge der damals erfolgreichen Hörspielwelle wurden von 1990 bis 1992 insgesamt sechs Folgen der Reihe Lurchis Abenteuer veröffentlicht:
1. Der Zauberer Abrasimsa (1990)
2. Im Zauberwald (1991)
3. Die kleine Krake Akwiwi (1991)
4. Gefahr für Lurchiland (1991)
5. Die wilden Orgos (1992)
6. Das Geheimnis des Wirr-Tals (1992)

Die Titelbilder der einzelnen Folgen wurden vom damaligen Zeichner der Comichefte, Peter Krisp, gestaltet. Die Geschichten hatten allerdings nichts mit den Comics zu tun, sondern wurden von Gerd Klepzig neu verfasst. Lurchi wurde dabei von Boris Tessmann gesprochen, Hopps von Sascha Draeger, Mäusepiep von Jens Wawrczeck, Piping von Günter Lüdke, Unkerich von Henry König und Igel von Klaus Nietz. Die Folgen wurden von wechselnden Erzählerinnen begleitet, diese waren Dagmar Berghoff (Folge 1), Nicole Heesters (Folgen 2 und 3) und Christine Kaufmann (Folge 4) und Astrid Kollex (Folgen 5 und 6).

### Lurchi und seine Freunde (2000/01)
2000/2001 erschienen acht weitere Hörspiele unter dem Namen Lurchi und seine Freunde, für deren Produktion die Firma SARI Musik zeichnete:
1. ... im Herbstwald (2000)
2. ... bauen ein Haus (2000)
3. ... und ihr neues Dorf (2000)
4. ... entdecken die Musik (2000)
5. ... im Zoo (2001)
6. ... auf dem Bauernhof (2001)
7. ... im Zirkus, Teil 1 (2001)
8. ... im Zirkus, Teil 2 (2001)

Neben den jeweiligen Sprechern der Geschichte wurde Katja Ebstein als Erzählerin gewonnen. Neben der Geschichte wurde den Käufern noch das Lurchi-Lied präsentiert, das von Armin Schäffer und seinen Freunden gesungen wurde. Hier wird Lurchi als der beste Freund präsentiert, denn „er ist freundlich zu den Menschen“. Die Cover gestaltete Dietwald Doblies. Die Geschichten wiesen jedoch keine Übereinstimmung zu den Pixis auf. René Granacher analysierte die Hörspiele wie folgt: „Die Geschichten waren inhaltlich unabhängig von den Lurchi-Pixis, gleichen ihnen aber insofern, dass auch hier auf eine im klassischen Sinne ‚spannende‘ Handlung zugunsten des pädagogischen Ansatzes – Kooperation und Teamleistung statt Heldentaten – verzichtet wurde. Für langjährige Fans muss das Ergebnis eher enttäuschen. Den langen Dialogen der sechs Figuren nach zu urteilen, wurden sie intellektuell dem Niveau ihrer Zielgruppe angenähert, wirken also weit weniger ‚erwachsen‘ als in den klassischen Heften. Die eher dünne Geschichte dient nebenbei als Vehikel für ‚lehrreiche‘ Erläuterungen und viele Freundschaftsapelle: Im Team haben sich alle lieb – und wenn mal nicht, bringt Lurchi das wieder in Ordnung. Seine Rolle besteht oft darin, mit ganz viel Sozialkompetenz und ‚Alles wird gut‘-Stimme politisch-korrekte Tröstungen beisteuern – wobei er zuweilen wie ein Laienprediger klingt.“ Sie sind nach den neuen sechs Lurchifiguren gestaltet.

### Lurchis Abenteuer (2019, 2022)
2019 wurden unter dem Namen Lurchis Abenteuer neue Folgen herausgebracht, die Cover zeichnete Dietwald Doblies:
- Folge 1: Bei den Kieselzwergen (2019)
- Folge 2: Die Geisterweide (2019)
- Folge 3: Das selbstfahrende Auto (2019)

2022 wurde die Reihe Lurchis Abenteuer fortgesetzt, die Cover zeichnete Jan Reiser:
- Folge 4: Der Bruchpilot (2022)
- Folge 5: Verschärfte Geschäfte (2022)
- Folge 6: Streit im Honighain (2022)
- Folge 7: Superhopps (2022)
- Folge 8: Eltern für einen Tag (2023)
- Folge 9: Der T-Rex (2023)

## Unveröffentlichte Geschichten

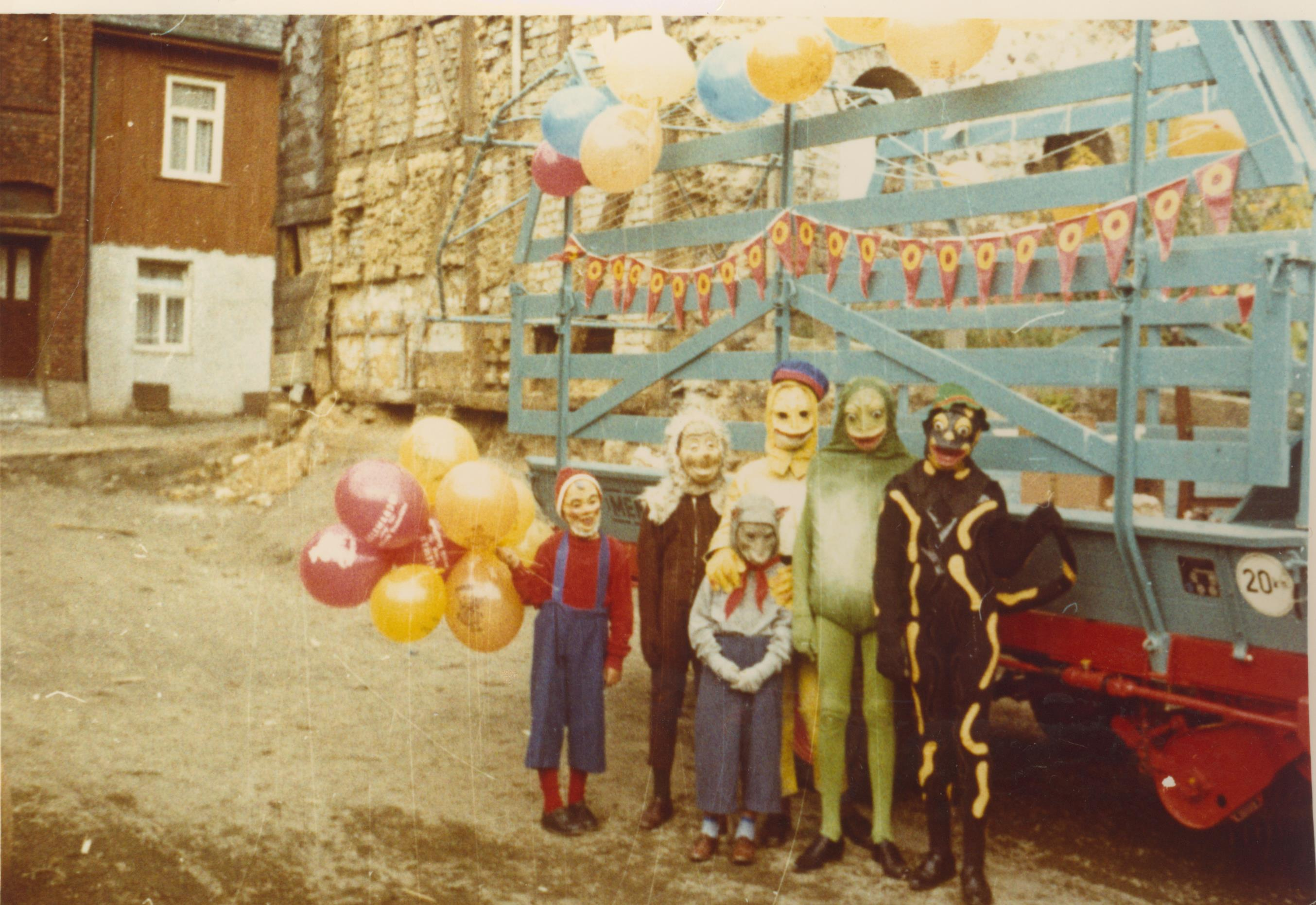
Als Lurchi-Figuren Verkleidete (Protest für eine faire Schuhproduktion, Altenkirchen (Westerwald) 1965)

Von Lurchi gibt es insgesamt sechs Geschichten, die bis heute unveröffentlicht geblieben sind:
Peter Krisp illustrierte einen Lurchi für Erwachsene zum Abschied eines Mitarbeiters von Salamander.
Von Dietwald Doblies liegen insgesamt fünf unveröffentlichte Geschichten vor. Eine, die Autor Günther Bentele als die beste der mit Doblies gemeinsam geschaffenen Lurchigeschichten empfindet (Lurchi und der Golem), und vier Geschichten im Pixiformat, von denen eine – Mäusepiep und Freitag der 13. – in einer kleinen Auflage im Comicmagazin Sammlerherz erschienen ist.
Des Weiteren gab es im Salamanderarchiv eine unveröffentlichte Geschichte des zweiten Lurchizeichners. Da das Archiv in der Zwischenzeit aufgelöst wurde, ist es ungewiss, ob diese Geschichte noch existiert.
Brigitte Smith erinnert sichwann und wo? daran, dass sie neben ihren drei veröffentlichten Geschichten noch eine weitere gezeichnet hat.

## Lurchiforschung

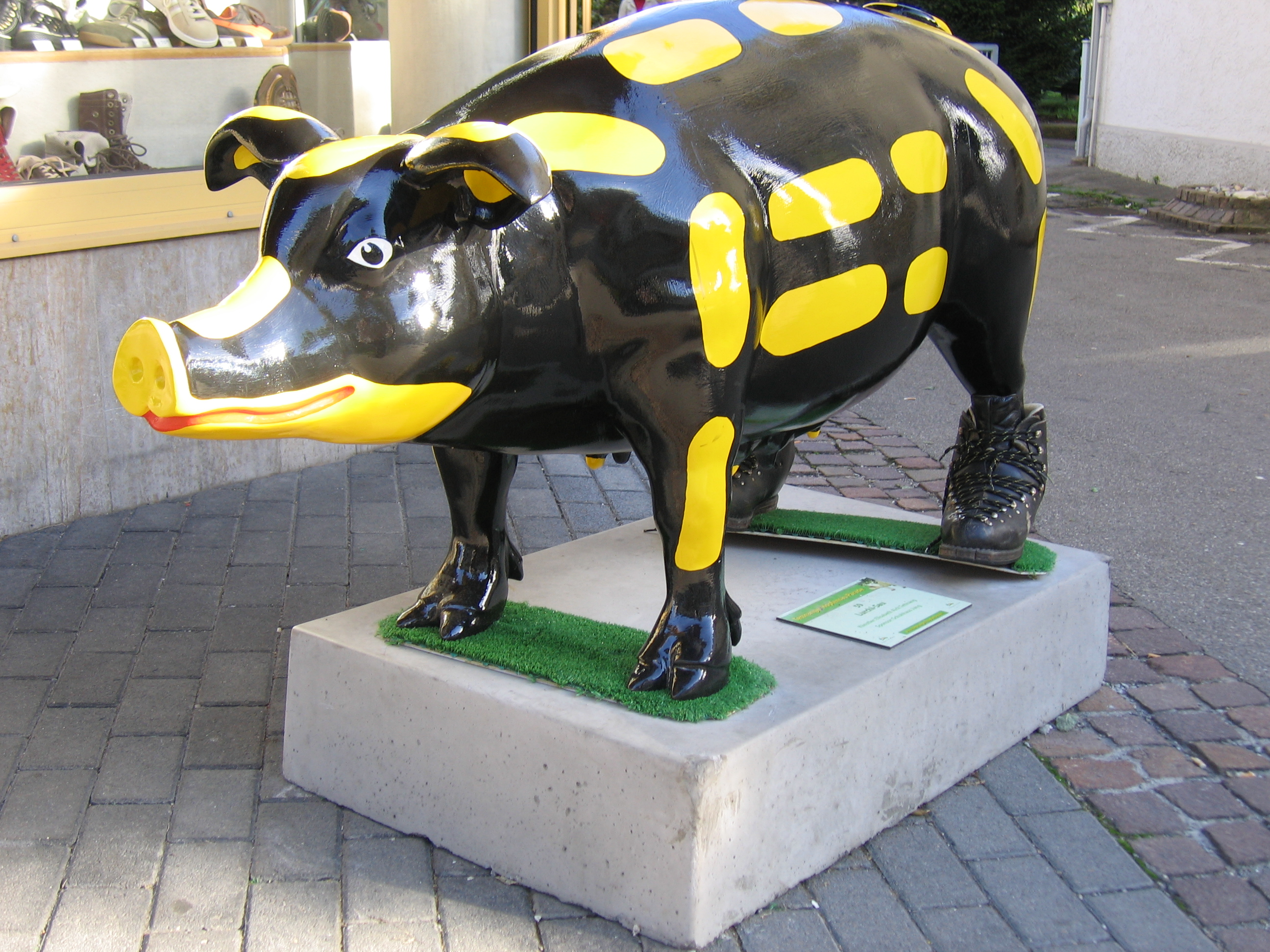
Ein zur Sau mutierter Lurchi (Hopfensauparade Tettnang 2006)

Erste Artikel zum Thema Lurchi erschienen Mitte der 1980er Jahre im Comicmagazin Comicstern. Dieter Böhm stellte den damaligen Kenntnisstand über die Serie zusammen. Seine Ergebnisse wurden später von Rene Granacher aufgegriffen, der zeitweise eine gut recherchierte Internetseite zur Verfügung stellte. 2010 bis 2013 erschien im Comicmagazin Die Sprechblase eine auf sechs Folgen angelegte Serie über Lurchi, die den aktuellen Forschungsstand zusammenfasste.
Der Verein für Geschichte und Heimatpflege Kornwestheim e. V. unterhält in seinem Museum eine Abteilung, die umfassend über die Geschichte der Firma Salamander und über Lurchi informiert. Zusammengestellt hat diese Ausstellung der Heimatforscher Hermann Wagner.

## Ausstellungen
Das Stadtmuseum im Hornmoldhaus der Stadt Bietigheim zeigte vom 15. Oktober 2023 bis zum 14. April 2024 die Ausstellung „Lurchi & Co. – Auf den Spuren der Werbefiguren“.
Das Museum im Kleihues-Bau der Stadt Kornwestheim zeigte vom 18. November 2023 bis 8. September 2024 die Ausstellung Die fabelhaften Abenteuer von Lurchi und Mecki.

## Sonstiges
Lurchi ist das offizielle Maskottchen des Basketball-Bundesligisten MHP Riesen Ludwigsburg.